# Constanze Angermann
Constanze Angermann (* 31. März 1964 in Frankfurt am Main) ist eine deutsche Journalistin und Fernsehmoderatorin.

## Biografie
Nach dem Abitur an der Freiherr-vom-Stein-Schule in Frankfurt am Main studierte Constanze Angermann Sprachen, Journalistik und öffentliches Recht in Mainz und Paris. Danach begann sie ihre journalistische Tätigkeit bei der Frankfurter Rundschau.
Von 1995 bis 2019 arbeitete sie für den Hessischen Rundfunk, zunächst als landespolitische Korrespondentin in Wiesbaden, ab 1997 als Mitglied der Redaktion der hessenschau, dem täglichen Regionalmagazin des HR-Fernsehens, ab 1998 moderierte sie die hessenschau.
Als Moderationstrainerin war sie für die ARD-ZDF-Medienakademie und die Deutsche Welle tätig. Sie arbeitet außerdem als Medientrainerin und Coach für Führungskräfte. In Kulturseminaren vermittelt sie Kenntnisse aus Musik, bildender Kunst und Literatur.
Privat engagiert sie sich seit Jahren für den Ambulanten Kinderhospizdienst Frankfurt/Rhein-Main, dessen Schirmherrin sie ist, sowie als Botschafterin für den Deutschen Kinderschutzbund, Bezirksverband Frankfurt am Main.
Im Jahre 2012 spielte sie in der Folge 562 der Fernsehserie In aller Freundschaft mit.
Von 2019 bis 2023 war Angermann Geschäftsführerin von Special Olympics Deutschland in Hessen.